# Relais 4 × 400 mètres féminin aux championnats du monde d'athlétisme 1987
Navigation
Helsinki 1983 Tokyo 1991
L'épreuve du relais 4 × 400 mètres féminin des championnats du monde d'athlétisme 1987 s'est déroulée les 5 et 6 septembre 1987 dans le Stade olympique de Rome, en Italie. Elle est remportée par l'équipe d'Allemagne de l'Est (Dagmar Rübsam-Neubauer, Kirsten Siemon-Emmelmann, Petra Müller-Schersing et Sabine Busch).

## Résultats

### Finale
| Rang               | Pays                 | Athlètes                                                                            | Temps         | Notes |
| ------------------ | -------------------- | ----------------------------------------------------------------------------------- | ------------- | ----- |
| Médaille d'or      | Allemagne de l'Est   | Dagmar Rübsam-Neubauer Kirsten Siemon-Emmelmann Petra Müller-Schersing Sabine Busch | 3 min 18 s 63 | CR    |
| Médaille d'argent  | Union soviétique     | Aelita Yurchenko Olga Nazarova Mariya Pinigina Olga Bryzgina                        | 3 min 19 s 50 |       |
| Médaille de bronze | États-Unis           | Diane Dixon Denean Howard-Hill Valerie Brisco-Hooks Lillie Leatherwood              | 3 min 21 s 04 |       |
| 4                  | Canada               | Charmaine Crooks Molly Killingbeck Marita Payne Jillian Richardson                  | 3 min 24 s 00 |       |
| 5                  | Allemagne de l'Ouest | Ute Thimm Helga Arendt Gudrun Abt Gisela Kinzel                                     | 3 min 24 s 94 |       |
| 6                  | Jamaïque             | Cathy Rattray-Williams Sandra Farmer-Patrick Ilrey Oliver Sandie Richards           | 3 min 27 s 51 |       |
| 7                  | France               | Nathalie Simon Nadine Debois Hélène Huart Fabienne Ficher                           | 3 min 27 s 60 |       |
| 8                  | Bulgarie             | Tsvetanka Ilieva Rositsa Stamenova Pepa Pavlova Yuliana Marinova                    | 3 min 30 s 24 |       |

## Légende
Records et Performances
- AR : Record continental (area record)
- CR : Record des championnats (championship record)
- MR : Record du meeting (meet record)
- NR : Record national (national record)
- OR : Record olympique (olympic record)
- PR : Record paralympique (paralympic record)
- PB : Record personnel (personal best)
- SB : Meilleure performance personnelle de la saison (season's best)
- WL : Meilleure performance mondiale de l'année (world leader)
- WJR : Record du monde junior (world junior record)
- WR : Record du monde (world record)

Circonstances et Conditions
- DNF : N'a pas terminé (did not finish)
- DNS : N'a pas pris le départ (did not start)
- DQ : Disqualification (disqualification)
- NM : Aucun essai valable enregistré (No Mark)
- Q : Qualifié « directement » au prochain tour (ou à la prochaine compétition), lors d'une compétition majeure, grâce au classement ou à la réalisation des minima (automatic qualifier)
- q : Qualifié au prochain tour (ou à la prochaine compétition), lors d'une compétition majeure, grâce au repêchage ou à la réalisation de l'une des meilleures performances parmi celles des « non qualifiés directement » (grâce au meilleur temps ou à la meilleure distance par exemple) (secondary qualifier)